# Théophile Bost
Pour les articles homonymes, voir Bost.
Théophile Bost, né le 16 novembre 1828 à Les Eaux-Vives et mort le 8 juillet 1910 à Saint-Gilles est un pasteur protestant suisse.

## Éléments biographiques
Théophile Emmanuel Bost naît le 16 novembre 1828 aux Eaux-Vives, dans le canton de Genève. Il est le fils du pasteur Ami Bost et de Jeanne-Françoise (Jenny) Pattey, et le frère cadet du pasteur John Bost, fondateur de la Fondation John Bost.
Il étudie la théologie à Montauban (1847-1852) et défend sa thèse de bachelier à Strasbourg en 1853. En 1858, il accepte le pastorat de la paroisse belge de Hodimont. Il abandonne cette fonction en 1880 pour des raisons de santé.
Protestant libéral, voire ultralibéral selon Patrick Cabanel, il écrit dans la Revue de théologie et de philosophie chrétienne (Revue de Strasbourg), traduit en 1856 La Sainteté parfaite de Jésus-Christ (Über die Sündlosigkeit Jesu) de Carl Christian Ullmann (de) et publie en 1865 Le Protestantisme libéral, un ouvrage qui influence notamment Eugène Goblet d'Alviella, .
Il meurt à Saint-Gilles le 8 juillet 1910.

## Quelques publications
- Quelques idées sur le culte protestant sur Google Livres, 1853 (thèse de bachelier en théologie)
- Le Protestantisme libéral, Éd. Germer Baillière, coll. « Bibliothèque de philosophie contemporaine », 1865 (lire en ligne sur Gallica)
- Question des cimetières. Réponse au dernier mandement de Mgr l'évêque de Liège, 1869
- Le Réveil de la France, 1871 (lire en ligne sur Gallica)
- L'Idée de Dieu est-elle une idée morale ? Réponse à cette question, 1874
- Grégoire-Joseph Chapuis, 1874